# National- und Universitätsbibliothek Islands
Die National- und Universitätsbibliothek Islands (isl. Landsbókasafn Íslands – Háskólabókasafn) entstand 1994 aus der Zusammenlegung der Nationalbibliothek Islands und der Bibliothek der Universität Island (isl. Háskóli Íslands) in Reykjavík. Am 1. Dezember 1994 erfolgte der Bezug eines modernen Neubaus an der Arngrímsgata.
Im Bestand der Bibliothek sind auch die meisten der mittelalterlichen Handschriften Islands.

## Geschichte

Þjóðarbókhlaðan, das Hauptgebäude

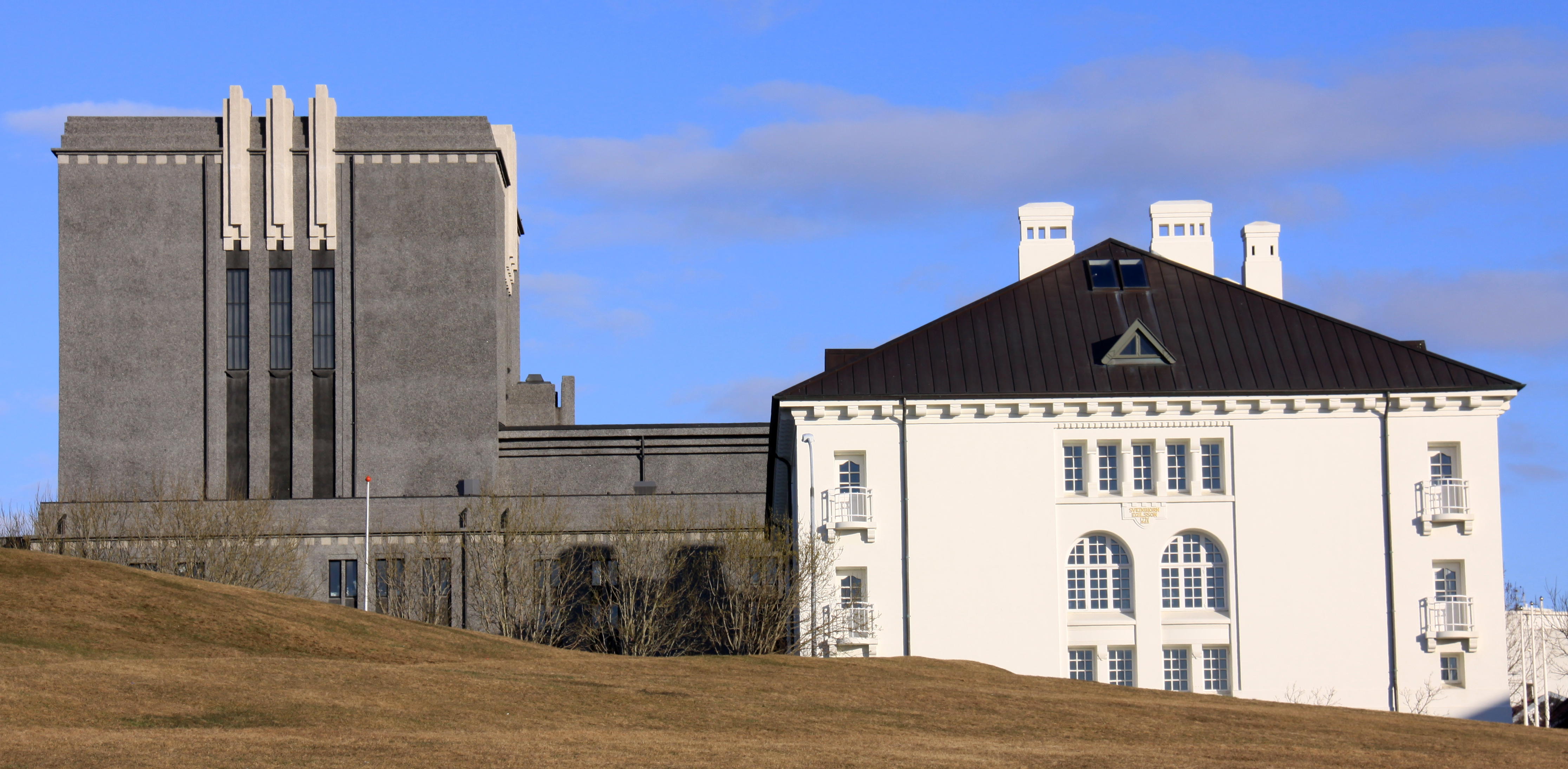
Das alte Gebäude der Nationalbibliothek (rechts) vor dem Nationaltheater.

- Nationalbibliothek Islands (isl. Landsbókasafn Íslands), gegründet 1818
- Universitätsbibliothek (isl. Háskólabókasafn), gegründet 1940